# Перуанская авдотка
Перуанская авдотка (лат. Hesperoburhinus superciliaris) — птица из семейства авдотковых.
Вид распространён вдоль тихоокеанского побережья Южной Америки от юга Эквадора до крайнего севера Чили. Встречается в засушливых низменных районах.
Птица длиной до 40 см. Окраска оперения пятнистая, серо-коричневая. Брюхо белое. На голове имеется широкая белая надбровная полоса, а над ней чёрная полоса. Клюв короткий, крепкий с чёрным кончиком.
Встречается на сухих лугах, в засушливых степях, на полях. Активна ночью, днём сидит неподвижно в траве. Питается беспозвоночными и мелкими позвоночными. Моногамная птица. Гнездится в июне. Яйца откладывает в ямку в песчаном или каменистом грунте вблизи воды. Гнездо выстилает сухой травой. В кладке два яйца. Пока самка насиживает, самец её охраняет.